# Barda (Azerbaijão)
Barda (em azeri:  Bərdə) é uma cidade do Azerbaijão, capital do rayon de Barda (Bərdə) desde 1948. Está situada a 76 m de altitude. Barda está nas margens do rio Tartar, afluente do rio Kura, e situa-se a 113 km a sudeste de Gandja e 229 km a oeste de Baku. Tinha cerca de 38500 habitantes em 2012.